# Stefania Allinówna
Stefania Allina (Łódź, 19 de novembre, 1895 - Varsòvia, 20 d'abril, 1988), va ser una pianista i professora polonesa d'origen jueu.

## Biografia
El seu pare, Zygmunt Allina, era un jueu assimilat i ciutadà d'Àustria-Hongria, la família del qual provenia d'Espanya. La seva mare, Julia, de soltera Rauch, era una jueva txeca que es va convertir al cristianisme. Tenia dos germans: Karol i Bogusław.
L'artista va rebre la ciutadania polonesa el 1931. Va estudiar a la classe d'Aleksander Michałowski a l'Institut de Música de Varsòvia (1910–1917), i composició amb Felicjan Szopski i Kazimierz Sikorski. A la dècada de 1920 va estudiar amb Egon Petri i Hugo Leichtentritt a Berlín, i el 1937 va fer un curs dirigit per Edwin Fischer a Potsdam. Després de la Insurrecció de Varsòvia va ser deportada a Alemanya per a treballs forçats.
Des de 1929 va ser professora de piano al Conservatori de Música de Silèsia de Katowice (més tard a l'Acadèmia de Música Karol Szymanowski de Katowice). Durant els anys 1931–1960 va donar concerts a duet amb Władysława Markiewiczówna. Va formar 22 pianistes, i entre els seus alumnes hi havia Wiesław Szlachta, Michał Spisak, Jan Gawlas, Czesław Stańczyk, Józef Świder, Stanisław Tomczyński i Piotr Paleczny.